# Désert du Thal
Ne doit pas être confondu avec Désert du Thar ou Thall.
Le désert du Thal (en ourdou : صحراےَ تھل) est un des cinq déserts du Pakistan. Situé entre les fleuves Indus et Jhelum sur une surface de 118 km de long et 43 km de large. De ce fait, il est aussi appelé Thal doāb. Le désert est proche du plateau Pothohar qui se trouve au nord.
Sa position administrative le situe dans la province du Pendjab, dans les districts de Bhakkar, Khushab, Mianwali, Jhang, Layyah et Muzaffargarh. Au nord du désert se trouvent les villes d'Islamabad et de Rawalpindi.

## Caractéristiques
Le désert du Thal est essentiellement formé de dunes de sable allant de 6 à 10 mètres de hauteur. La forte intensité des vents favorise une érosion des sols et le déplacement du désert. Le désert forme le plus grand dōab du Pendjab et un des plus larges du pays avec le Sindh Sagar doab.
Au nord du désert se trouve le salt range, région géologique de grande importance.
| Mois                     | jan. | fév. | mars | avril | mai  | juin | jui. | août | sep. | oct. | nov. | déc. | année |
| ------------------------ | ---- | ---- | ---- | ----- | ---- | ---- | ---- | ---- | ---- | ---- | ---- | ---- | ----- |
| Température moyenne (°C) | 12,2 | 14,7 | 19,9 | 26    | 30,9 | 34,2 | 32,7 | 31,9 | 30,2 | 25,3 | 19,1 | 13,6 | 24,23 |

## Écorégion

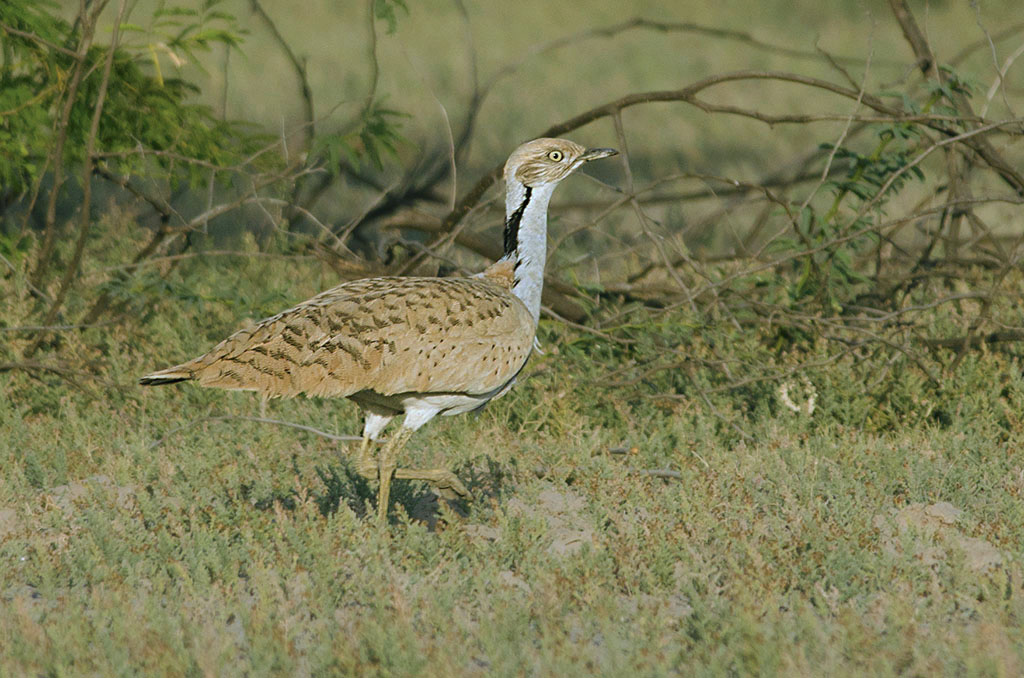
Outarde de MacQueen en 2013.

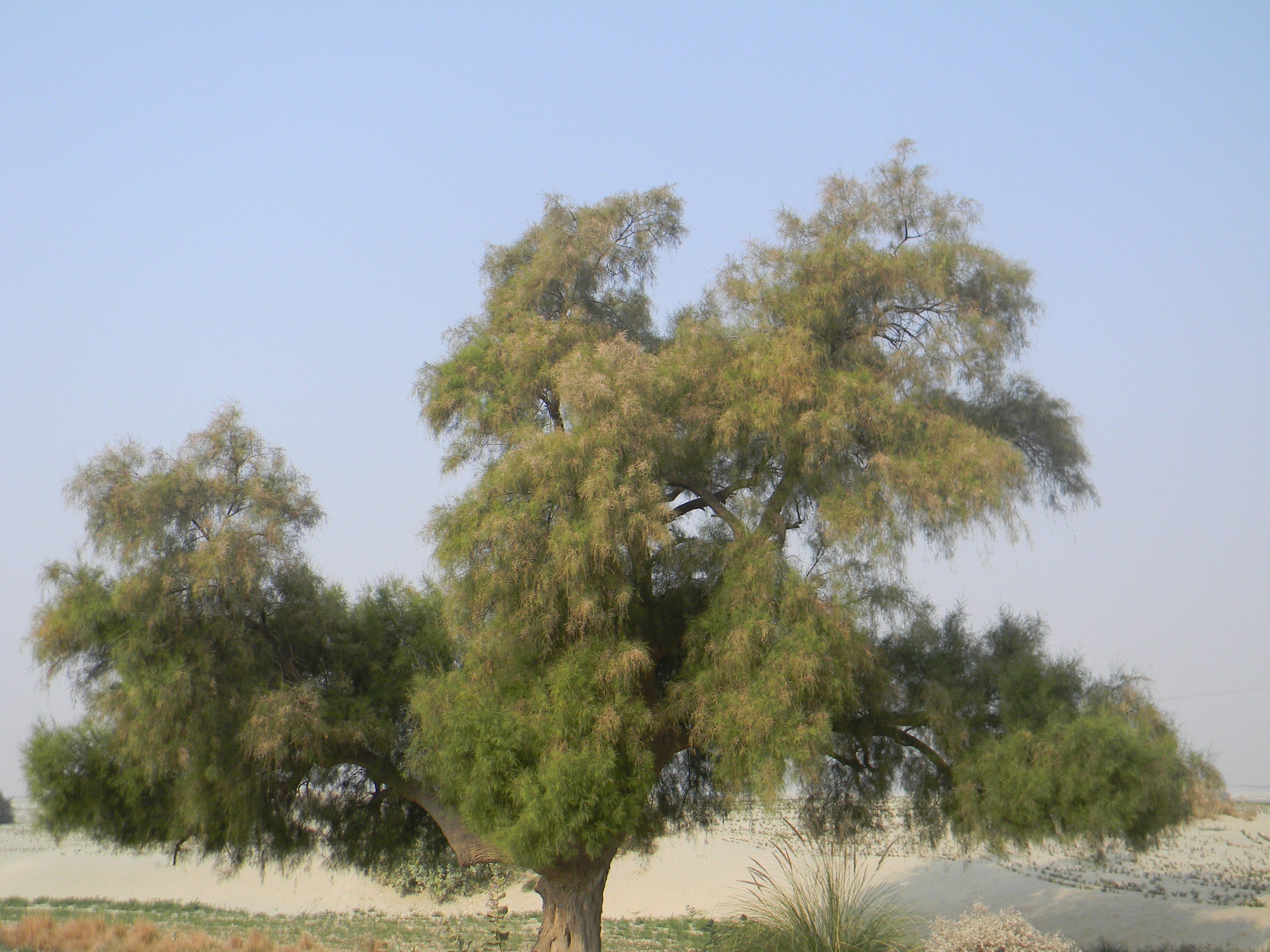
Tamarix aphylla dans le désert du Thal en 2010.

Alors que le désert constitue un espace hostile en étant une des zones les plus chaudes du Pakistan avec des vents pouvant aller jusqu'à 90 km/h, la vie est présente en grande quantité.

### Faune
Les animaux domestiques sont les moutons ou encore les dromadaires. La faune sauvage est constituée de renards, chacals, Outarde houbara ou encore des biches. Cependant avec la raréfaction des espèces végétales et la chasse abusive, la vie animale est fragilisée,.

### Flore
Les arbres dans la région sont le Khagal, Shareen, Acacia, Beri (Ziziphus Jajoba) tarir. Plusieurs espèces de plantes de la famille des dicotylédone et des Pteridophyta. Cependant, selon plusieurs chercheurs de l'Université agricole aride de Pir Mehr Ali Shah et l'Université de Californie à Davis l'extension des activités agraires menace les plantes d'origine.

## Population et activités humaines

### Population
Plusieurs tribus vivent dans le désert nommées Tiwana, Sial, Mammak, Bhachar, Baghoor, Rahdari, Jhammat, Cheenna (Jutt), Gahi, Aheer, et Lashari. La langue parlée est le saraiki (mais aussi le pendjabi). 
À côté des pasteurs autochtones, des pasteurs baloutches venus de l'ouest y viennent de façon saisonnière pour exploiter les résidus agricoles de la vallée de l'Indus, ainsi que d'autres groupes de pasteurs du Nord venus de l'Himalaya.

### Agriculture
Le désert du Thal est une des zones touchées par une dégradation constante des constructions humaines (agriculture ou encore habitats) et de la flore. Pour lutter contre le phénomène de désertification, la zone entre dans un projet de la convention des Nations unies sur la lutte contre la désertification et du programme des Nations unies pour l'environnement en 1994.
Les problématiques de l'avancement du désert sont multiples dans un pays où 26 % du PIB, 45 % de la main-d'œuvre active et 85 % des exportations se situent dans le domaine agricole. Le but est donc de recouvrer des terres exploitables pour répondre tant à la pauvreté de la région mais aussi à l'accroissement de la population qui nécessite une plus grande part de ressources naturelles. En 1997, 200 kilomètres carrés de terres sont de nouveau arables, le processus de reforestation s'est fait en particulier avec des Tamarix aphylla.
En 2016, l'entreprise chinoise Elion Resources Group, dans le cadre du corridor économique sino-pakistanais et de la nouvelle route de la soie, cinq déserts - dont le désert du Thal - sont choisis pour des investissements visant à la création d'oasis et de nouvelles zones agricoles. La délégation pakistanaise souhaite avoir les mêmes résultats que le désert Kubuqi.

### Hydrologie
Avant la partition du Raj britannique, le Thal était une vaste plaine désertique ; sa politique de développement commence en 1949 sous l'Autorité de développement du Thal, dépendant aujourd'hui de l'Autorité pour le développement hydraulique et électrique.
La zone du Thal doab est marquée par plusieurs projets et infrastructures hydrauliques permettant une activité agricole. Depuis l'ère coloniale, la zone du doab est le sujet de plusieurs attentions. En 1935, le comité Anderson rédige un rapport sur un canal d'irrigation qui sera suivi en 1941 par la commission de l'Indus. En 2003, l'idée d'un canal pour le Thal est lancée.
Actuellement, il y a plus de 56 puits pouvant avoir accès aux ressources souterraines. Aussi, certains canaux traversent le doab d'un fleuve à l'autre. Le projet du grand canal du Thal initié en 2008 est un exemple des investissements du gouvernement pakistanais en la matière avec pour objectif l'irrigation de 8 000 km2.

### Tourisme

#### Chasse
Depuis les années 1980, le désert du Thal est un terrain de chasse pour certains princes de la péninsule arabique,.

#### Course
Depuis 2016, le gouvernement pakistanais organise un rallye dans le but de stimuler la région touchée par des difficultés économiques. L'objectif est de faire connaître la région et y développer le tourisme. Une seconde édition a eu lieu en 2017.